# Jan Marginus Somer
Jan Marginus Somer (Assen, 22 oktober 1899 – Bussum, 3 april 1979) was een Nederlands militair en verzetsstrijder tijdens de Tweede Wereldoorlog. Hij was de zoon van koperslager Gerke Somer.

## Biografie
Somer diende bij het KNIL in het vooroorlogse Nederlands-Indië. In 1928 keerde hij naar Nederland terug en werd gedetacheerd bij de KMA in Breda, waar hij leraar werd.
Na 10 mei 1940 begaf hij zich vrijwel direct in het verzet. In het begin van de bezetting vond hij veel oud-leerlingen van de KMA bereid om van Breda uit koerierlijnen te leggen naar Zwitserland en Spanje. Velen zijn hierbij omgekomen, heeft Somer in juni 1948 bij zijn verhoor door de Parlementaire enquêtecommissie verklaard. Ook rekruteerde hij burgers om zijn verzetsactiviteiten te ondersteunen.
Somer zelf werkte tot 12 maart 1942 in Nederland. Het was al die jaren onmogelijk om contact te leggen met Engeland. Via de Van Niftrik-route bereikte hij Zwitserland, en via Suriname, Curaçao en de Verenigde Staten arriveerde hij in januari 1943 in het Verenigd Koninkrijk, waar hij tot tweede officier bij het Bureau Inlichtingen werd benoemd. Kort daarna werd hij hoofd. Somer was voornamelijk belast met de opleiding van agenten en met het contact met het bezette Nederland.
In mei 1943 werd het hem duidelijk dat er met de door de Britten in Nederland geparachuteerde agenten iets aan de hand moest zijn. Dat was de ontdekking van wat later bleek het Englandspiel van de Duitsers te zijn. 
In november vertrok hij naar Madrid om uit te zoeken waarom Engelandvaarders in Spanje zoveel oponthoud hadden. Er liepen daar veel gefrustreerde Engelandvaarders rond, geïrriteerd omdat het zo moeilijk was een visum te krijgen. Somer besloot ter ontspanning van de sfeer ten huize van gezant Schuller tot Peursum 5 december te vieren; hij speelde Zwarte Piet, zijn jeugdvriend Harry Linthorst Homan speelde de Sint.
In mei 1945 werd hij naar Nederland gestuurd met de opdracht het Bureau Inlichtingen af te wikkelen. In 1948 werd hij in Nederlands-Indië directeur van de Centrale Militaire Inlichtingendienst en bleef dit tot 1949.
Somer was van 1922 tot 1946 getrouwd met Geesje Strating, met wie hij twee dochters en een zoon kreeg. Na hun echtscheiding was hij van 1946 tot zijn dood getrouwd met Weia Tabitha van Altena. Met haar kreeg hij drie zoons. Somer overleed op 79-jarige leeftijd.

## Onderscheidingen
- Ridder in de Orde van de Nederlandse Leeuw
- Officier in de Orde van Oranje-Nassau
- Bronzen Leeuw
- Kruis van Verdienste
- Oorlogsherinneringskruis
- Verzetsherdenkingskruis
- Ereteken voor Orde en Vrede
- Onderscheidingsteken voor Langdurige Dienst als officier met cijfer XXV
- Legioen van Verdienste (Verenigde Staten)
- Officer in de Orde van Leopold II
- Officer in de Orde van het Britse Rijk
- Officier in het Legioen van Eer